# 柯林·麥克修
柯林·亞歷山大·麥克修（英語：Collin Alexander McHugh，1987年6月19日—），為前美國職棒大聯盟的投手，生涯曾效力過大都會、洛磯、太空人、光芒與勇士等隊。

## 職業生涯

### 紐約大都會
2008年美國職棒大聯盟選秀，大都會在第18輪選進麥克修。
2012年8月23日，麥克修登上大聯盟。當時他主投7局僅被擊出2安，並送出9次三振無失分，但最終球隊仍以0比1輸球。8月24日，球隊將麥克修下放3A，拉上Jeremy Hefner。整季他吞下4敗，防禦率7.59。隔年他出賽3場，吞下1敗，防禦率10.29。

### 科羅拉多洛磯
2013年6月18日，大都會用麥克修向洛磯交易來Eric Young Jr.。該年他僅在洛磯隊出賽4場比賽，卻吞下3敗，防禦率高達9.95。因此他在12月16日遭到球隊指定讓渡。

### 休士頓太空人
2013年12月18日，麥克修加入太空人。2014年，他拿下11勝，防禦率僅2.73為全隊最佳。2015年，他更是拿下19勝排名美聯第二。2016年，麥克修拿下13勝10敗，防禦率4.34。
2017年，麥克修因肩傷錯過開季。4月6日，他在3A進行復健賽時感到手肘緊繃而提前退場。整季他僅先發12場比賽。之後他在季後賽出賽2場，總共投了6局失3分，太空人最終拿下隊史首冠。三年後，休士頓太空人偷取暗號醜聞爆發，身為其中一員的麥克修後來表示他很後悔沒有及時規勸隊友，導致後來鑄下大錯。
2018年，麥克修開始轉任後援。整季他的防禦率為1.99。2019年，麥克修重回先發，但他先發8場比賽後又回到牛棚。整季他拿下4勝5敗，防禦率4.70。球季結束後，麥克修成為自由球員。

### 波士頓紅襪
2020年3月5日，麥克修與紅襪簽下1年合約。7月19日，球隊宣布麥克修因為手肘傷勢，將缺席整個2020賽季。10月28日，麥克修成為自由球員。

### 坦帕灣光芒
2021年2月21日，麥克修與光芒隊簽下1年180萬美元的合約。

## 國際賽
2018年10月29日，麥克修曾代表大聯盟明星隊出戰2018年美國職棒大聯盟美日明星賽。

## 個人生活
麥克修於2009年結婚，2015年12月長子出生。2019年，麥克修開始經營Podcast節目，該節目主要訪談其他大聯盟選手，探討他們如何在面對大聯盟賽事進行心態調整。

## 外部連結
- 球員資訊和成績在MLB，ESPN，Baseball-Reference，Fangraphs（英文）
- 柯林·麥克修的X（前Twitter）
- 柯林·麥克修的Instagram帳戶